# Glimmende dikkop
De glimmende dikkop (Pheidole megacephala) is een mierensoort uit de onderfamilie van de Myrmicinae. De wetenschappelijke naam van de soort is voor het eerst geldig gepubliceerd in 1793 door Fabricius.